# Абу Джафар аль-Мустансир Биллах
Абу́ Джа́фар аль-Мансу́р ибн аз-Захи́р аль-Мустанси́р Билла́х (араб. المستنصر بالله‎, 1192, Багдад — 1242, Багдад) — багдадский халиф из династии Аббасидов, сын халифа аз-Захира.

## Биография
Сын халифа аз-Захира и тюркской невольницы. Поощрял строительство мечетей, школ и медресе, был образованным и покровительствовал учёным. В 1233 году построил в Багдаде Медресе Мустансирия.
Успешно воевал с монголами. В 1237 году отбил атаку монголов на Багдад. В последние годы жизни был занят усилением армии и укреплением фортификаций Багдада.
Умер в 1242 году.